# Zingiber mizoramense
Zingiber mizoramense là một loài thực vật có hoa trong họ Gừng. Loài này được Ramesh Kumar, Sushil Kumar Singh và Sachin Sharma miêu tả khoa học đầu tiên năm 2015 dưới danh pháp Zingiber mizoramensis. Tuy nhiên, do Zingiber là danh từ giống trung nên danh pháp đúng quy tắc chính tả phải là Zingiber mizoramense.

## Mẫu định danh
Mẫu định danh: Kumar R. 131495; thu thập ngày 19 tháng 9 năm 2014, ở tọa độ 23°34′37″B 93°18′48″Đ / 23,57694°B 93,31333°Đ, Vườn quốc gia Murlen, huyện Champhai, bang Mizoram, Ấn Độ. Mẫu holotype lưu giữ tại Trung tâm khu vực miền Đông của Cục Khảo sát Thực vật Ấn Độ ở Shillong, Meghalaya (ASSAM).

## Từ nguyên
Tính từ định danh mizoramense lấy theo tên bang nơi thu mẫu định danh là Mizoram.

## Phân bố
Loài bản địa đông bắc Ấn Độ, được tìm thấy ở bang Mizoram.

## Phân loại
Z. mizoramense được xếp trong tổ Cryptanthium.